# 이구치 노보루
이구치 노보루(일본어: 井口昇, 1969년 6월 28일 ~ )는 일본의 영화 감독, 영화 각본가, 배우이다.

## 작품 목록
- 사랑하는 유충 (2003)
- 스케반 보이 (2006)
- 고양이눈 소년 (2006)
- 만지 (2006)
- 머신 걸 (2008)
- 샤이니스 머신 걸 (2009)
- 로보게이샤 (2009)
- 전투소녀 : 피의 철가면 전설 (2010)
- 가라테 로봇 (2011)
- 토미에 언리미티드 (2011)
- 좀비스 애스 (2011)
- 데드 스시 (2012)
- 누이구루마 Z (2013)
- 라이브 (2014)
- 각오는 됐나, 거기 여자 (2018)